# 總統府國家氣候變遷對策委員會

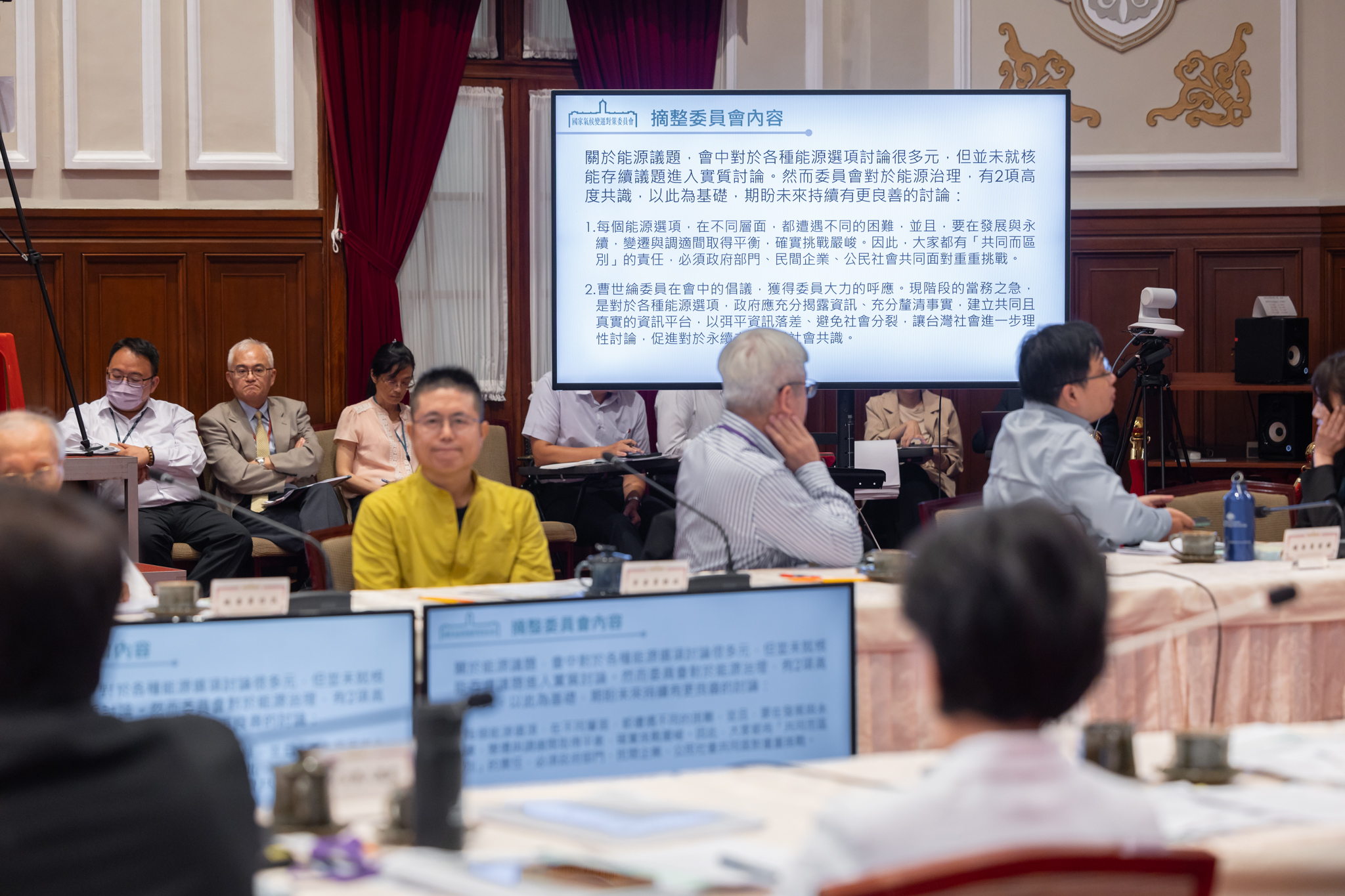
國家氣候變遷對策委員會會議情形

總統府國家氣候變遷對策委員會，簡稱氣候變遷委員會，是中華民國總統府針對氣候變遷相關政策而成立的任務編組諮詢單位，由總統賴清德親自擔任召集人；副召集人為行政院副院長鄭麗君、中央研究院院長廖俊智、和碩聯合科技董事長童子賢；顧問為中研院前院長李遠哲、台灣永續能源研究基金會董事長簡又新；執行秘書為環境部部長彭啓明，議事幕僚主責機關為環境部、行政幕僚為總統府第一局等；委員有24名，包括政府機關代表8名、產業代表6名、公民團體代表6名、專家學者4名。
2024年6月19日，總統賴清德在就職滿月記者會表示，必須正視「氣候崩潰」的急迫問題，以最積極態度面對全球性氣候變遷，將成立「國家氣候變遷對策委員會」，要從國家視角的氣候治理，進行跨國合作；2050淨零轉型不再只是理念倡議，而是必然未來。委員會討論設定將涵蓋七大主軸，分別為：淨零路徑、多元綠能減碳科技、綠色數位雙軸轉型、永續綠生活、公正轉型、綠色永續金融、國土永續調適韌性。

## 歷史
國家氣候變遷對策委員會原訂於2024年7月25日召開首次會議，受凱米颱風影響，將改於8月8日16時召開。會議議程預定由環境部長彭啓明進行「氣候變遷對全球及台灣的影響衝擊評估報告」，以及台灣電力公司董事長曾文生報告「台灣2035電力供需分析及挑戰報告」兩專題報告。

## 成員名單
| 國家氣候變遷對策委員會                |                                                                      |
| 姓名                                  | 現職                                                                 |
| 委員（兼召集人） (1)                  |                                                                      |
| 賴清德                                | 總統                                                                 |
| 委員（兼副召集人） (3)                |                                                                      |
| 鄭麗君                                | 行政院副院長                                                         |
| 廖俊智                                | 中央研究院院長                                                       |
| 童子賢                                | 和碩聯合科技董事長                                                   |
| 幕僚單位 (2)                          |                                                                      |
| 彭啓明                                | 環境部部長（執行秘書）                                               |
| 張惇涵                                | 總統府副秘書長（副執行秘書）                                         |
| 顧問 (2)                              |                                                                      |
| 李遠哲                                | 前中央研究院院長、中國醫藥大學蔡長海諾貝爾講座教授、前總統府資政     |
| 簡又新                                | 台灣永續能源研究基金會董事長／前無任所大使                           |
| 委員（政府機關） (8)                  |                                                                      |
| 劉鏡清                                | 行政院政務委員兼國家發展委員會主任委員                               |
| 吳誠文                                | 行政院政務委員兼國家科學及技術委員會主任委員                         |
| 劉世芳                                | 內政部部長                                                           |
| 莊翠雲                                | 財政部部長                                                           |
| 郭智輝                                | 經濟部部長                                                           |
| 陳世凱                                | 交通部部長                                                           |
| 陳駿季                                | 農業部部長                                                           |
| 彭金隆                                | 金融監督管理委員會主任委員                                           |
| 委員（產業、公民團體、學者專家） (16) |                                                                      |
| 彭雙浪                                | 友達光電董事長暨集團策略長／台灣氣候聯盟理事長                       |
| 賴博司                                | 中華民國工業區廠商聯合總會理事長                                     |
| 曹世綸                                | 國際半導體產業協會全球行銷長暨台灣區總裁                             |
| 曾文生                                | 台灣電力公司董事長／前經濟部政務次長                                 |
| 程淑芬                                | 國泰金控投資長／亞洲投資人氣候變遷聯盟主席                           |
| 林筱玫                                | 台灣人工智慧協會執行長                                               |
| 施信民                                | 台灣環境保護聯盟創會會長                                             |
| 李根政                                | 地球公民基金會董事長                                                 |
| 趙家緯                                | 台灣環境規劃協會理事長／台灣氣候行動網絡研究中心總監                 |
| 黃品涵                                | 媽媽氣候行動聯盟協會資深專案經理／台灣青年氣候聯盟前理事長           |
| 陳惠萍                                | 台灣綠能公益發展協會創會理事長                                       |
| 何宗勳                                | 台灣公民參與協會理事長                                               |
| 林子倫                                | 臺灣大學政治系副教授、行政院能源及減碳辦公室副執行長／前行政院發言人 |
| 周桂田                                | 臺灣大學風險社會與政策研究中心主任                                   |
| 蘇慧貞                                | 成功大學工業衛生學科暨環境醫學研究所特聘教授／前成功大學校長         |
| 曾重仁                                | 中央大學機械工程學系特聘教授兼工學院能源中心主任                     |